# Lijst van spelers van AC Milan
Op deze lijst staan zowel de huidige als voormalige AC Milan-spelers vermeld.

## A
- Ignazio Abate
- Christian Abbiati
- Francesco Acerbi
- Dominic Adiyiah
- Luiz Adriano
- Michelangelo Albertazzi
- Demetrio Albertini
- Enrico Albertosi
- Alex
- Mohammed Aliyu Datti
- José Altafini
- Amarildo
- Massimo Ambrosini
- Marco Amelia
- Márcio Amoroso
- Carlo Ancelotti
- Andreas Andersson
- Carlo Annovazzi
- Angelo Anquilletti
- Luca Antonelli
- Roberto Antonelli
- Giuseppe Antonini
- Luca Antonini
- Francesco Antonioli
- Alberto Aquilani
- Bruno Arcari
- Pietro Sante Arcari
- Matteo Ardemagni
- Pablo Armero
- Catilina Aubameyang
- Pierre-Emerick Aubameyang
- Willy Aubameyang
- Roberto Ayala

## B
- Ibrahim Ba
- Carlos Bacca
- Roberto Baggio
- Tiemoué Bakayoko
- Mario Balotelli
- Franco Baresi
- Dario Barluzzi
- Gianangelo Barzan
- Marco van Basten
- Sergio Battistini
- David Beckham
- Samir Beloufa
- Romeo Benetti
- Eros Beraldo
- Giacomo Beretta
- Mario Bergamaschi
- Andrea Bertolacci
- Aldo Bet
- Giorgio Biasiolo
- Oliver Bierhoff
- Lucas Biglia
- Alberto Bigon
- Valter Birsa
- Luther Blissett
- Jesper Blomqvist
- Kevin-Prince Boateng
- Zvonimir Boban
- Salvatore Bocchetti
- Aldo Boffi
- Winston Bogarde
- Mark van Bommel
- Giacomo Bonaventura
- Daniele Bonera
- Leonardo Bonucci
- Fabio Borini
- Marco Borriello
- Dražen Brnčić
- Cristian Brocchi
- Lorenzo Buffon
- Ruben Buriani

## C
- Cafú
- Davide Calabria
- Mattia Caldara
- Hakan Çalhanoğlu
- Paolo Di Canio
- Fabio Capello
- Mathías Cardacio
- Giuseppe Cardone
- Antonio Cassano
- Samu Castillejo
- Alessio Cerci
- Júlio César
- José Chamot
- Francesco Coco
- Fulvio Collovati
- Fabricio Coloccini
- Angelo Colombo
- Gianni Comandini
- Kévin Constant
- Andrea Conti
- Cosmin Contra
- Rui Costa
- Alessandro Costacurta
- Hernán Crespo
- Bryan Cristante
- André Cruz
- Carlo Cudicini
- Fabio Cudicini
- Patrick Cutrone

## D
- Daniele Daino
- Samuele Dalla Bona
- Matteo Darmian
- Ümit Davala
- Mario David
- Mattia Desole
- Mattia Destro
- Edgar Davids
- Diego De Ascentis
- Francesco De Francesco
- Charles De Ketelaere
- Mattia De Sciglio
- Renzo De Vecchi
- Marcel Desailly
- Gerard Deulofeu
- Vikash Dhorasoo
- Agostino Di Bartolomei
- Paolo Di Canio
- Davide Di Gennaro
- Davide Di Molfetta
- Dida
- Digão
- Marco Donadel
- Roberto Donadoni
- Massimo Donati
- Antonio Donnarumma
- Gianluigi Donnarumma
- Christophe Dugarry

## E
- Stephan El Shaarawy
- Rodrigo Ely
- Urby Emanuelson
- Emerson
- Stefano Eranio
- Harvey Esajas
- Michael Essien
- Alberigo Evani

## F
- Giuseppe Favalli
- Gian Filippo Felicioli
- Felipe
- Matías Fernández
- Valerio Fiori
- Mathieu Flamini
- Mario Foglia
- Romano Fogli
- Alfio Fontana
- Riccardo Forte
- Giuliano Fortunato
- Amleto Frignani
- Diego Fuser
- Paulo Futre

## G
- Matteo Gabbia
- Gabriel
- Carlo Galli
- Filippo Galli
- Giovanni Galli
- Maurizio Ganz
- Pablo García
- Gennaro Gattuso
- Eric Gerets
- Giorgio Ghezzi
- Alcides Ghiggia
- Alberto Gilardino
- Marco van Ginkel
- Federico Giunti
- Gustavo Gómez
- Yoann Gourcuff
- Lino Grava
- Jimmy Greaves
- Gunnar Gren
- Leandro Grimi
- Andrés Guglielminpietro
- Ruud Gullit
- Guly

## H
- Alen Halilović
- Kurt Hamrin
- Mark Hateley
- Louis Van Hege
- Thomas Helveg
- Gonzalo Higuaín
- Keisuke Honda
- Klaas-Jan Huntelaar

## I
- Zlatan Ibrahimović
- Andrea Icardi
- Mario Ielpo
- Giuseppe Incocciati
- Riccardo Innocenti
- Filippo Inzaghi

## J
- Marek Jankulovski
- Nigel de Jong
- José Mari
- Roque Júnior

## K
- Kaká
- Željko Kalac
- Kacha Kaladze
- Nikola Kalinić
- Franck Kessié
- Herbert Kilpin
- François Menno Knoote
- Patrick Kluivert
- Bojan Krkić
- Vitali Kutuzov
- Juraj Kucka

## L
- Gianluca Lapadula
- Brian Laudrup
- Martin Laursen
- Diego Laxalt
- Marko Lazetić
- Nicola Legrottaglie
- Jens Lehmann
- Gianluigi Lentini
- Leonardo
- Nils Liedholm
- Manuel Locatelli
- Giovanni Lodetti
- Diego López
- Maxi López

## M
- Massimo Maccarone
- Mario Magnozzi
- Saul Malatrasi
- Aldo Maldera
- Cesare Maldini
- Paolo Maldini
- Giampiero Maini
- Mancini
- Filippo Maniero
- Mario Mandžukić
- Giuseppe Marchi
- Lino Marzorati
- Daniele Massaro
- Alessandro Matri
- José Mauri
- Giuseppe Meazza
- Jérémy Ménez
- Alexander Merkel
- Djamel Mesbah
- Philippe Mexès
- Riccardo Montolivo
- Bruno Mora
- Javi Moreno
- Giovanni Moretti
- Domenico Morfeo
- Giorgio Morini
- Sulley Muntari
- Mateo Musacchio

## N
- Alessandro Nesta
- Bruno N'Gotty
- M'Baye Niang
- Steinar Nilsen
- Antonio Nocerino
- Gunnar Nordahl
- Walter Alfredo Novellino

## O
- Lucas Ocampos
- Vincenzo Occhetta
- Massimo Oddo
- Nnamdi Oduamadi
- Ricardo Oliveira
- Oguchi Onyewu
- Pierluigi Orlandini
- Alessandro Orlando
- Massimo Orlando
- Divock Origi

## P
- Gabriel Paletta
- Alberto Paloschi
- Christian Panucci
- Giuseppe Pancaro
- Sokratis Papastathopoulos
- Jean-Pierre Papin
- Lucas Paquetá
- Mario Pašalić
- Alexandre Pato
- Giampaolo Pazzini
- Ambrogio Pelagalli
- Matteo Pelatti
- Romano Perticone
- Luigi Perversi
- Andrea Petagna
- Carlo Petrini
- Krzysztof Piątek
- Michele Piccolo
- Ottorino Piotti
- Andrea Pirlo
- Andrea Poli
- Francesco Pomi
- Pierino Prati
- Héctor Puricelli

## R
- Gerolamo Radice
- Florin Răducioiu
- Adil Rami
- Fernando Redondo
- Pepe Reina
- Michael Reiziger
- Carlo Rigotti
- Frank Rijkaard
- Rivaldo
- Gianni Rivera
- Giuseppe Rizzi
- Robinho
- Ricardo Rodríguez
- Flavio Roma
- Alessio Romagnoli
- Francesco Romani
- Ronaldinho
- Ronaldo
- Roque Júnior
- Roberto Rosato
- Giovanni Rossetti
- Paolo Rossi
- Sebastiano Rossi

## S
- Giuseppe Sabadini
- Mirco Sadotti
- Alexis Saelemaekers
- Marco Sala
- Luigi Sala
- Bartosz Salamon
- Sandro Salvadore
- Giuseppe Santagostino
- Nello Santin
- Riccardo Saponara
- Mohamed Sarr
- Luca Saudati
- Dejan Savićević
- Alessandro Scarioni
- Juan Alberto Schiaffino
- Alessandro Schienoni
- Karl-Heinz Schnellinger
- Clarence Seedorf
- Philippe Senderos
- Aldo Serena
- Serginho
- Andriy Shevchenko
- André Silva
- Thiago Silva
- Matías Silvestre
- Dario Šimić
- Stefan Simić
- Marco Simone
- Dario Smoje
- Angelo Benedicto Sormani
- José Sosa
- Jaap Stam
- Marco Storari
- Rodney Strasser
- Ivan Strinić
- Giovanni Stroppa
- Suso

## T
- Adel Taarabt
- Massimo Taibi
- Taye Taiwo
- Mauro Tassotti
- Max Tobias
- Omero Tognon
- Jon Dahl Tomasson
- Giovanni Toppan
- Emanuele Torrasi
- Fernando Torres
- Giuseppe Torriani
- Bakaye Traoré
- Giovanni Trapattoni
- Mario Trebbi
- Maurizio Turone

## U
- Kingsley Umunegbu

## V
- Leonel Vangioni
- Villiam Vecchi
- Simone Verdi
- Vinicio Verza
- Patrick Vieira
- Pietro Vierchowod
- Dídac Vilà
- Christian Vieri
- Pietro Paolo Virdis
- Tabaré Viudez
- Fabio Viviani
- Johann Vogel
- Aster Vranckx

## W
- George Weah
- Taribo West
- Ray Wilkins

## Y
- Mario Yepes

## Z
- Cristian Zaccardo
- Francesco Zagatti
- Gianluca Zambrotta
- Niccolò Zanellato
- Luigi Zannier
- Francesco Zanoncelli
- Cristián Zapata
- Vincenzo Zazzaro
- Luciano Zecchini
- Christian Ziege
- Giulio Zignoli
- Gianmarco Zigoni
- Mario Zorzan